# Linia kolejowa České Budějovice – Gmünd
Linia kolejowa České Budějovice – Gmünd (Linia kolejowa nr 199 (Czechy)) – jednotorowa, międzynarodowa i zelektryfikowana linia kolejowa w Czechach i Austrii. Łączy Czeskie Budziejowice i Gmünd. Przebiega w całości przez terytorium kraju południowoczeskiego (na terenie Czech) i Dolnej Austrii.